# Berlín, Simojovel
Berlín är en ort i Mexiko.   Den ligger i kommunen Simojovel och delstaten Chiapas, i den sydöstra delen av landet, 700 km öster om huvudstaden Mexico City. Berlín ligger 993 meter över havet och antalet invånare är 296.
Terrängen runt Berlín är kuperad norrut, men söderut är den bergig. Runt Berlín är det ganska glesbefolkat, med 45 invånare per kvadratkilometer. Närmaste större samhälle är El Bosque, 4,3 km söder om Berlín. I omgivningarna runt Berlín växer huvudsakligen savannskog.